# Choňkovce
Choňkovce este o comună slovacă, aflată în districtul Sobrance din regiunea Košice. Localitatea se află la altitudinea de 218 m deasupra n.m., se întinde pe o suprafață de 18,32 km2 și în 2017 număra 537 de locuitori. Se învecinează cu Podhoroď, Beňatina și Koňuš, Tibava, Horňa, Baškovce, Hlivištia și Koňuš.

## Istoric
Localitatea Choňkovce este atestată documentar din 1409.

## Demografie
| An:                | 1994 | 2004   | 2014    | 2024   |
| ------------------ | ---- | ------ | ------- | ------ |
| Număr de persoane: | 604  | 618    | 550     | 511    |
| Diferență:         |      | +2,31% | −11,00% | −7,09% |

| An:                | 2023 | 2024   |
| ------------------ | ---- | ------ |
| Număr de persoane: | 497  | 511    |
| Diferență:         |      | +2,81% |